# Isabelle De Bruycker
Isabelle De Bruycker (22 maart 1963) is een gewezen Belgische atlete, die gespecialiseerd was in de middellange afstand.

## Biografie
De Bruycker behaalde tussen 1984 en 1986 drie opeenvolgende Belgische titels op de 800 m. Ze nam op dit nummer ook deel aan de eerste wereldindoorkampioenschappen van 1985, waar ze zevende werd.

### Familie
De Bruycker is de moeder van sprintster Justien Grillet.

### Clubs
De Bruycker was aangesloten bij ASSA Ronse en stapte in 1986 over naar Beerschot AC. Ze was topsporter bij het leger.

## Belgische kampioenschappen
| Onderdeel | Jaar             |
| --------- | ---------------- |
| 800 m     | 1984, 1985, 1986 |

## Persoonlijk record
| Onderdeel | Prestatie | Datum | Plaats |
| --------- | --------- | ----- | ------ |
| 800 m     | 2.02,68   | 1984  |        |

## Palmares

### 800 m
- 1984:  BK AC – 2.05,76
- 1985: 7e WK indoor in Parijs – 2.14,54
- 1985:  BK AC – 2.11,20
- 1986:  BK AC – 2.07,53